# Società filatelica americana
La Società filatelica americana è la più grande organizzazione di filatelia del mondo, con più di 44.000 membri, secondo i dati del 2007, provenienti da 110 paesi del mondo.

## Storia
La società è stata fondata il 14 settembre 1886, nella città di New York, e il giorno seguente fu eletto John K. Tiffany come primo presidente. I membri ai quali fu garantito il voto furono 219. Nel 1940 la società raggiunse i 4.000 membri, tra i quali vi erano il presidente statunitense Franklin D. Roosevelt e il suo segretario degli Interni Harold L. Ickes.
Nel 1947 la Società diventa rappresentante statunitense nella Federazione internazionale di filatelia.

## Membri
Fanno parte dell'associazione 1600 esercizi commerciali filatelici e circa 700 club locali. Inoltre sono affiliati circa 200 associazioni specializzate. Nel 1991 la Società raggiunse il numero di 60.000 membri, ma da allora il numero di associati è sceso di molto. Nel corso della sua storia, la Società ha lottato contro il problema concernente il futuro dell'hobby della filatelia.

## Riconoscimenti e premi
La società assegna due riconoscimenti:
- l'American Philatelic Society Hall of Fame
- il Luff Award